# Nassib Lahoud

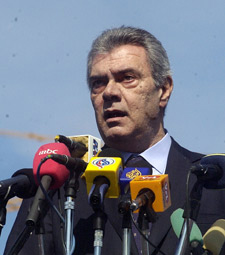
Nassib Lahoud

Nassib Lahoud (arabisch نسيب سليم لحود, DMG Nasīb Salīm Laḥūd; * 23. November 1944 in Baabdat; † 2. Februar 2012 in Beirut) war ein libanesischer Politiker und der Neffe des libanesischen Staatspräsidenten Émile Lahoud.

## Leben
Lahoud stammte aus einer christlichen libanesischen Familie. Nachdem er in Großbritannien Ingenieurwesen studiert hatte, gründete er 1972 die Firma Lahoud Engineering Co. Ltd., die hauptsächlich in den arabischen Golfstaaten aktiv ist.
Auf Grund seiner Aktivitäten im Hintergrund der Verhandlungen des Abkommens von Taif wurde er zum libanesischen Botschafter in den USA ernannt. Im Jahr 1991 erhielt er einen Sitz im libanesischen Parlament als Abgeordneter für die Region Metn. Dieses Mandat konnte er in den darauffolgenden Wahlen in den Jahren 1992, 1996 und 2000 erfolgreich verteidigen. Jedoch verlor er seinen Sitz in den Wahlen im Jahr 2005, als die Freie Patriotische Bewegung (CPL), die Liste des heimgekehrten Generals Michel Aoun, alle Mandate der Region Metn für sich gewinnen konnte.
Von Anfang an situierte sich Nassib Lahoud politisch in der Opposition zu den pro-syrischen Regierungen, die den Libanon in den 1990er Jahren regierten. Insbesondere griff er die Wirtschaftspolitik des damaligen Premierminister Rafiq al-Hariri wiederholt als sozial zu unausgeglichen an. Außerdem stimmte er gegen die von Syrien oktroyierten Mandatsverlängerungen von Élias Hrawi (1995) und Émile Lahoud (2004).
Im Jahr 2001 gründete er zusammen mit ungefähr 50 anderen libanesischen Intellektuellen die politische Gruppierung Demokratische Erneuerungsbewegung. In dem gleichen Jahr trat er im Parlament der sogenannten Qurnat-Schahwan-Sammlung bei. Diese parlamentarische Gruppierung setzt sich aus unabhängigen christlichen Parlamentariern zusammen und ist von ihrer Loyalität gegenüber dem maronitischen Patriarchen Nasrallah Pierre Sfeir geprägt.
Nach dem Attentat auf den Fahrzeugkonvoi des ehemaligen libanesischen Premierministers Rafiq al-Hariri schloss sich die Demokratische Erneuerungsbewegung der anti-syrischen „Bewegung des 14. März“ an, der unter anderen auch das von Saad Hariri geführte Courant du futur, Amin Gemayels Kata’ib, Elias Atallahs Demokratische Linke, der Nationale Block von Carlos Eddé, Dory Chamouns Nationalliberale Partei, und die von Walid Jumblat geführte Progressiv-Sozialistische Partei angehören.
Seit 1995 wurde Nassib Lahoud als aussichtsreicher Kandidat für das Amt des libanesischen Präsidenten gehandelt, für das er 2007 kandidierte. 2008 und 2009 war er Staatsminister im Kabinett Fuad Sinioras.
Nach langer Krankheit starb er am 2. Februar 2012 im Alter von 68 Jahren im Klinikum Hôtel Dieu de France im Stadtteil Aschrafiyya in Beirut.
Lahoud war verheiratet und hatte zwei Kinder.